# Amphoe Khun Yuam

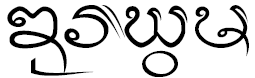
„Khun Yuam“ in Lanna-Schrift

Amphoe Khun Yuam (in Thai อำเภอ ขุนยวม) ist ein Landkreis (Amphoe – Verwaltungs-Distrikt) der Provinz Mae Hong Son. Die Provinz Mae Hong Son liegt in der Nordregion von Thailand. 

## Geographie
Benachbarte Bezirke (von Norden im Uhrzeigersinn): Amphoe Mueang Mae Hong Son der Provinz Mae Hong Son Province, Amphoe Mae Chaem in der Provinz Chiang Mai, Amphoe Mae La Noi wiederum in Mae Hong Son sowie der Kayah-Staat von Myanmar.
Der Wasserfall Mae Surin im Nationalpark Namtok Mae Surin liegt in diesem Landkreis.

## Geschichte
Mueang Khun Yuam wurde im Jahr 1910 zu einem Landkreis (Amphoe) erhoben. Khun Det Pracharak (ขุนเดชประชารักษ์) hieß der erste Leiter der Kreisverwaltung.

## Verwaltung

### Provinzverwaltung
Der Landkreis Khun Yuam ist in sechs Tambon („Unterbezirke“ oder „Gemeinden“) eingeteilt, die sich weiter in 43 Muban („Dörfer“) unterteilen.
| Nr. | Name         | Thai     | Muban | Einw. |
| --- | ------------ | -------- | ----- | ----- |
| 01. | Khun Yuam    | ขุนยวม    | 06    | 7.247 |
| 02. | Mae Ngao     | แม่เงา    | 08    | 3.059 |
| 03. | Mueang Pon   | เมืองปอน  | 10    | 4.316 |
| 04. | Mae Yuam Noi | แม่ยวมน้อย | 08    | 2.490 |
| 05. | Mae Ki       | แม่กิ๊      | 05    | 1.480 |
| 06. | Mae Ukho     | แม่อูคอ    | 06    | 3.447 |

### Lokalverwaltung
Es gibt eine Kommune mit „Kleinstadt“-Status (Thesaban Tambon) im Landkreis:
- Khun Yuam (Thai: เทศบาลตำบลขุนยวม) bestehend aus Teilen des Tambon Khun Yuam.

Außerdem gibt es sechs „Tambon-Verwaltungsorganisationen“ (องค์การบริหารส่วนตำบล – Tambon Administrative Organizations, TAO)
- Khun Yuam (Thai: องค์การบริหารส่วนตำบลขุนยวม) bestehend aus Teilen des Tambon Khun Yuam.
- Mae Ngao (Thai: องค์การบริหารส่วนตำบลแม่เงา) bestehend aus dem kompletten Tambon Mae Ngao.
- Mueang Pon (Thai: องค์การบริหารส่วนตำบลเมืองปอน) bestehend aus dem kompletten Tambon Mueang Pon.
- Mae Yuam Noi (Thai: องค์การบริหารส่วนตำบลแม่ยวมน้อย) bestehend aus dem kompletten Tambon Mae Yuam Noi.
- Mae Ki (Thai: องค์การบริหารส่วนตำบลแม่กิ๊) bestehend aus dem kompletten Tambon Mae Ki.
- Mae Ukho (Thai: องค์การบริหารส่วนตำบลแม่อูคอ) bestehend aus dem kompletten Tambon Mae Ukho.